# 中四国学生剣道連盟
中四国学生剣道連盟(ちゅうしこくがくせいけんどうれんめい、通称：中四学連)は所在地が中国地方・四国地方に存する大学（文部科学省の定める大学）にて剣道を行う団体。
事業としては、全日本学生剣道連盟が主催する優勝大会（団体戦）・選手権大会（個人戦）の地方予選を兼ねた中四国学生剣道優勝大会及び中四国学生剣道選手権大会を開催している。その他に、中四国学生剣道新人大会やリーダーズセミナー等を開催している。本部は広島大学体育会剣道部内にあり、学生のみの幹事会及び先輩役員と学生役員が一緒に組織する理事会で運営されている。
学連員の構成は幹事校（広島大学・岡山大学・香川大学・愛媛大学・松山大学）と呼ばれる大学から毎年学年毎に1人ないし2人選出され、その中で幹事長と呼ばれる学生の責任者が選ばれる。また学連内には各種委員会が存在し、大会・教育・経理・審判・全日・記録の6つがそれにあたる。

## 主催大会
- 中四国学生剣道選手権大会 （5月 男女個人戦 於：愛媛県武道館）
- 中四国学生剣道優勝大会 （8月 男女団体戦 於：川崎学園総合体育館）
- 中四国学生剣道新人大会 （12月 男女団体戦 於：ローズアリーナ福山）

## 中四国学生剣道連盟と中国地方・四国地方の学生連盟
中四国学生剣道連盟とは別に広島県学生剣道連盟、岡山県学生剣道連盟という組織が存在する。よく同じ組織のように扱われるが、両者は全くの別物である。名前や活動が似ているためこうした現象が起きるものと思われる。